# Контеа (Фиренца)
Контеа је насеље у Италији у округу Фиренца, региону Тоскана.
Према процени из 2011. у насељу је живело 473 становника. Насеље се налази на надморској висини од 138 м.